# Алгоритм Борувки
Алгоритм Борувки — це алгоритм пошуку мінімального кістякового дерева в графі.

## Історія
Вперше опубліковано 1926 року Отакаром Борувкою як метод пошуку оптимальної електричної мережі в Моравії. Алгоритм кілька разів було перевідкрито, зокрема Флореком, Перкалєм та Солліном. Останній був єдиним західним ученим з цього переліку, тому алгоритм часто називають алгоритмом Солліна, особливо в літературі з паралельних обчислень.

## Алгоритм
Робота алгоритму складається з декількох ітерацій, кожна з яких полягає в послідовному додаванні ребер до кістякового лісу графу, доки ліс не перетвориться на дерево, (тобто, ліс, що складається з однієї компоненти зв'язності).
У псевдокоді, алгоритм можна записати так:
1. Нехай спочатку T — порожня множина ребер (являє собою ліс, до якого кожна вершина входить як окреме дерево).
2. Поки T не є деревом (що еквівалентно умові: кількість ребер у T менше, ніж V — 1, де V — кількість вершин у графі):
  - Для кожної компоненти зв'язності (тобто, дерева в кістяковому лісі) у підграфі з ребрами T, знайдемо найдешевше ребро, що пов'язує цю компоненту з будь-якою іншою компонентою зв'язності. Вважаємо, що вага ребер різна, або якось додатково впорядкована так, що завжди можна знайти єдине ребро з мінімальною вагою.
  - Додамо знайдені ребра до множини T.
3. Отримана множина ребер T є мінімальним кістяковим деревом початкового графу.

```
Приклад коду:
```

```
   
Graph
 
Boruvka
(
Graph
 
G
)

      
while
 
T
.
size
 
<
 
n
 
-
 
1
                                   

           
init
()
                                            
// для кожної компоненти зв'язності вага мінімального ребра = Inf

           
findComp
(
T
)
                                       
// розбиваємо граф T на компоненти зв'язності звичайним dfs-ом

           
for
 
uv
 
\
in
 
E

               
if
 
u
.
comp
 
!=
 
v
.
comp

                   
if
 
minEdge
[
u
.
comp
].
w
 
<
 
uv
.
w

                       
minEdge
[
u
.
comp
]
 
=
 
uv

                   
if
 
minEdge
[
v
.
comp
].
w
 
<
 
uv
.
w

                       
minEdge
[
v
.
comp
]
 
=
 
uv

           
for
 
k
 
\
in
 
Component
                                 
// Component — множина компонент зв'язності в T

                   
T
.
addEdge
(
minEdge
[
k
])
                     
// додаємо ребро, якщо його не було в T

      
return
 
T
;

```

## Складність алгоритму
Під час кожної ітерації (за винятком, можливо, останньої) кількість дерев у кістяковому лісі зменшується вдвічі, тому алгоритм зробить не більше, ніж {\displaystyle \mathop {O} (\log V)} ітерацій. Кожна ітерація може бути реалізована зі складністю {\displaystyle \mathop {O} (E)}, тому загальний час роботи алгоритми становить {\displaystyle \mathop {O} (E\log V)} (V та E — відповідно кількість вершин та ребер у графі).
Для деяких видів графів, зокрема, планарних, час може бути скорочено до {\displaystyle \mathop {O} (E)}. Існує також рандомізований алгоритм побудови мінімального кістякового дерева, заснований на алгоритмі Борувки, що працює в середньому за лінійний час.